# Большеречье (Новосибирская область)
Большеречье — село в Кыштовском районе Новосибирской области. Административный центр Большереченского сельсовета.

## География
Площадь села — 114 гектаров.

## История
Основано в 1771 г. В 1928 году состояло из 300 хозяйств, основное население — русские. Центр Большереченского сельсовета Мало-Красноярского района Барабинского округа Сибирского края.

## Население
| 1926 | 2002 | 2007 | 2010 |
| ---- | ---- | ---- | ---- |
| 1565 | ↘553 | ↘510 | ↘441 |

## Инфраструктура
В селе по данным на 2007 год функционируют 1 учреждение здравоохранения и 2 учреждения образования.